# Клитинский, Александр Иванович
Александр Иванович Клитинский (укр. Олександр Іванович Клітинський; 15 мая 1988, Чернелевцы, Деражнянский район, Хмельницкая область, Украинская ССР, СССР — 18 февраля 2014, Киев, Украина) — активист Евромайдана. Герой Украины (2014, посмертно).

## Биография
Родился 15 мая 1988 года в селе Чернелевцы Хмельницкой области. Кроме него в семье было два брата и сестра Наталья. Когда Александру было семь лет погиб его отец. Семья жила бедно, мать воспитывала одна четырёх детей. Чтобы помочь родным, Клитинский отправился на заработки в Киев.
В декабре 2013 года стал участником Евромайдана, являлся участником Самообороны Майдана. Погиб 18 февраля 2014 года во время пожара в доме профсоюзов, Александр находился на 7-м этаже. По официальным данным в том здании всего погибло двое, Клитинский и Владимир Топий. Тело Александра Клитинского не удалось сразу идентифицировать, до начала апреля оно находилось в морге на улице Оранжерейной. До момента установления личности он числился пропавшим без вести.
8 июля 2014 года тело удалось опознать в результате анализа ДНК. Ещё 5 апреля 2014 года его похоронили с почестями на Аскольдовой могиле как неизвестного участника Евромайдана. Средства на захоронения собирала Национальная гвардия Украины.
После того, как удалось установить личность Александра его семье была оказана помощь правительством Украины в размере 121 тысячи гривен.

## Награды
- Звание Герой Украины с удостаиванием ордена «Золотая Звезда» (21 ноября 2014 года, посмертно) — за гражданское мужество, патриотизм, героическое отстаивание конституционных принципов демократии, прав и свобод человека, самоотверженное служение Украинскому народу, проявленные во время Революции достоинства[5]
- Медаль «За жертвенность и любовь к Украине» (УПЦ КП, июнь 2015) (посмертно)[6]